# H.B. 할리키
H.B. 할리키(H. B. Halicki, 1940년 10월 18일 ~ 1989년 8월 20일)는 미국의 영화 감독, 배우, 각본가, 스턴트 배우, 영화 프로듀서이다.

## 영화
- 더 정크맨 (1982년)
- 식스티 세컨즈 (1974년)